# Spherillo maculosus
Spherillo maculosus là một loài chân đều trong họ Armadillidae. Loài này được Budde-Lund miêu tả khoa học năm 1904.